# Antonio Fernández Rivadulla
Antonio Fernández Rivadulla (Orense, España, 29 de enero de 1978), conocido como Antonio Fernández, es un entrenador de fútbol español. Actualmente dirige al Xerez DFC de la Segunda Federación.

## Trayectoria

### Como jugador
Comenzó su trayectoria en equipos gallegos como el Villalonga Fútbol Club, Club Deportivo Lalín, Grove y Unión Deportiva Xove Lago, hasta que en 2002 sale de Galicia para jugar en el CP Villarrobledo. Más tarde, jugaría en el Granada CF, Torredonjimeno Club de Fútbol, Granada Atlético Club de Fútbol, Guadalajara y Motril CF.
En 2008, regresa a Galicia para jugar en la Tercera División de España, en club como el Club Deportivo Ourense, Pontevedra Club de Fútbol, Céltiga Fútbol Club y CD Boiro, retirándose al término de la temporada 2013-14.

### Como entrenador
Tras retirarse como jugador, en la temporada 2015-16 se convierte en entrenador del Villalonga Fútbol Club de la Preferente Galicia, al que dirige durante dos temporadas. En su primera temporada, logra ascender a la Tercera División de España y en la temporada siguiente, lograría el décimo puesto en Tercera División de España.
En la temporada 2017-18, firma como entrenador del Alondras CF de la Tercera División de España, equipo con el que terminó en cuarta posición durante las dos temporadas, sin alcanzar el play-off de ascenso.
El 29 de octubre de 2019, firma por el Club Deportivo San Roque de Lepe de la Tercera División de España, convirtiéndose en el sustituto de Juan Carlos Camacho, destituido por el club lepero tras haber sumado 5 puntos en nueve partidos.
El 16 de mayo de 2021, logra el ascenso a la Segunda División RFEF con el Club Deportivo San Roque de Lepe.
En la temporada 2021-21, dirige al conjunto lepero en la Segunda División RFEF.
El 6 de julio de 2022, firma por el Pontevedra Club de Fútbol de la Primera División RFEF.
El 6 de marzo de 2024, firma por la Real Balompédica Linense de la Segunda Federación.

## Clubes

### Como jugador
| Club                            | País   | Año       |
| ------------------------------- | ------ | --------- |
| Villalonga Fútbol Club          | España | 1995-1996 |
| Club Deportivo Lalín            | España | 1998-2000 |
| Grove                           | España | 2000-2001 |
| Unión Deportiva Xove Lago       | España | 2001-2002 |
| CP Villarrobledo                | España | 2002-2003 |
| Granada CF                      | España | 2003-2004 |
| Torredonjimeno Club de Fútbol   | España | 2004-2005 |
| Granada Atlético Club de Fútbol | España | 2005-2006 |
| Guadalajara                     | España | 2006-2007 |
| Motril CF                       | España | 2007-2008 |
| Club Deportivo Ourense          | España | 2008-2011 |
| Pontevedra Club de Fútbol       | España | 2011-2012 |
| Céltiga Fútbol Club             | España | 2012-2013 |
| CD Boiro                        | España | 2013-2014 |

### Como entrenador
| Club                             | País   | Año       |
| -------------------------------- | ------ | --------- |
| Villalonga FC                    | España | 2015-2017 |
| Alondras CF                      | España | 2017-2019 |
| Club Deportivo San Roque de Lepe | España | 2019-2022 |
| Pontevedra Club de Fútbol        | España | 2022-2023 |
| Real Balompédica Linense         | España | 2024      |
| Xerez DFC                        | España | 2025-     |